# Payena longipedicellata
Payena longipedicellata är en tvåhjärtbladig växtart som beskrevs av Lewis Jones Knight Brace, George King och James Sykes Gamble. Payena longipedicellata ingår i släktet Payena och familjen Sapotaceae. Inga underarter finns listade i Catalogue of Life.